# Pogonocherus propinquus
Pogonocherus propinquus är en skalbaggsart som beskrevs av Henry Clinton Fall 1910. Pogonocherus propinquus ingår i släktet Pogonocherus och familjen långhorningar. Inga underarter finns listade i Catalogue of Life.